# Elvis Presley: The Searcher (trilha sonora)
Elvis Presley: The Searcher (The Original Soundtrack) é a trilha sonora do documentário de 2018 da HBO, Elvis Presley: The Searcher. Contando com 18 canções de Elvis Presley, incluindo raras versões alternativas, o álbum foi lançado em 6 de abril de 2018 pela RCA Records e pela Legacy Recordings.

## Faixas
| N.º            | Título                           | Compositor(es)                              | Duração |  |
| 1.             | "Trouble / Guitar Man" (Ao vivo) | Jerry Leiber e Mike Stoller / Jerry Reed    | 3:26    |  |
| 2.             | "My Baby Left Me"                | Arthur Crudup                               | 2:12    |  |
| 3.             | "That's All Right"               | Arthur Crudup                               | 1:55    |  |
| 4.             | "Baby, Let's Play House"         | Arthur Gunter                               | 2:15    |  |
| 5.             | "Heartbreak Hotel"               | Mae Boren Axton Thomas Durden               | 2:07    |  |
| 6.             | "Lawdy, Miss Clawdy"             | Lloyd Price                                 | 2:07    |  |
| 7.             | "Hound Dog"                      | Jerry Leiber e Mike Stoller                 | 2:16    |  |
| 8.             | "Crawfish"                       | Fred Wise Ben Weisman                       | 1:48    |  |
| 9.             | "Mona Lisa"                      | Ray Evans Jay Livingston                    | 2:30    |  |
| 10.            | "Milky White Way"                | Lander Coleman                              | 2:14    |  |
| 11.            | "Like a Baby"                    | Jesse Stone                                 | 2:39    |  |
| 12.            | "Are You Lonesome Tonight?"      | Lou Handman Roy Turk                        | 3:06    |  |
| 13.            | "It's Now or Never"              | Wally Gold Aaron Schroeder Eduardo di Capua | 3:15    |  |
| 14.            | "Tomorrow Is a Long Time"        | Bob Dylan                                   | 5:21    |  |
| 15.            | "Suspicious Minds" (Take 6)      | Mark James                                  | 3:15    |  |
| 16.            | "Separate Ways"                  | Red West Richard Mainegra                   | 3:25    |  |
| 17.            | "Hurt"                           | Jimmie Crane Al Jacobs                      | 2:08    |  |
| 18.            | "If I Can Dream" (Ao vivo)       | Walter Earl Brown                           | 3:20    |  |
| Duração total: | Duração total:                   | Duração total:                              | 49:19   |  |